# مواقع مقدسة مسيحية

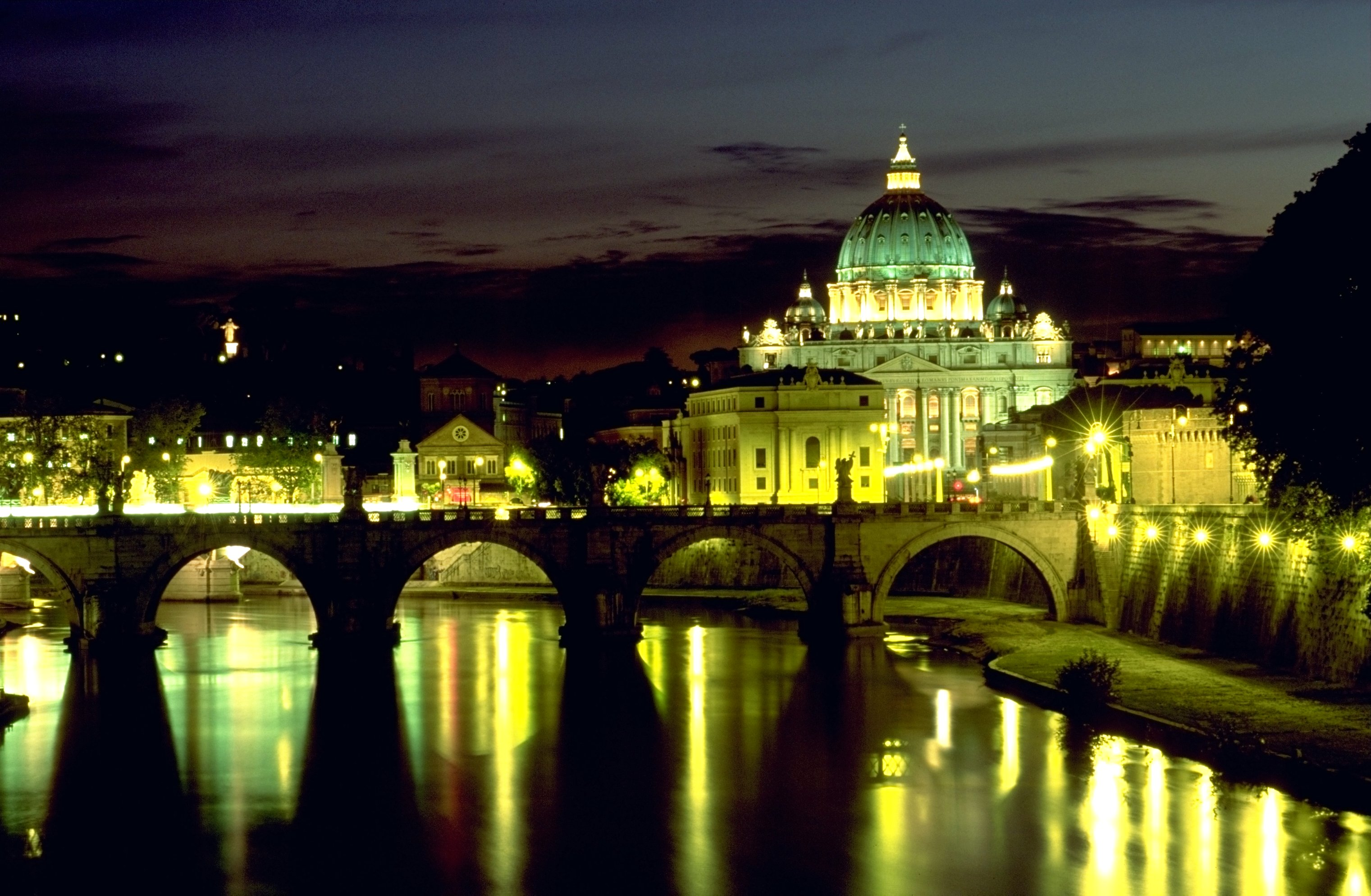
كاتدرائية القديس بطرس في دولة الفاتيكان حيث معقل المسيحية الكاثوليكية.

مواقع مقدسة مسيحية تعدّ كنيسة القيامة أهم كنيسة في العالم المسيحي في القدس حيث صُلِبَ ومات وقام يسوع المسيح، ثم كنيسة المهد في بيت لحم، حيث وُلِدَ يسوع المسيح وتُعْتَبَر كنيسة المهد من أقدم الكنائس في العالم، بعد ذلك تأتي بازيليكا البشارة في الناصرة، حيث عاش وكبر السيد المسيح، وبنيت هذه الكنيسة في المكان الذي يعتقد فيه المسيحيين أن الملاك جبرائيل بشّر مريم العذراء. وما يميز هذهِ الكنائس أنه تتشاركها جميع الكنائس المسيحية الكبرى، كما تُعْتَبَر فلسطين التاريخية بلادًا مقدسةُ، إذْ، بحسب الإيمان المسيحي فيها وُلِدَ وعاش يسوع المسيح ورسله وحدثت معظم الأحداث المذكورة في العهد الجديد والعديد من الأحداث المذكورة في العهد القديم. وحسب التراث المسيحي انطلقت البشارة المسيحية من الجليل ويهودا (أي من شمالي فلسطين التاريخية وأواسطها) ثم انتشرت في أنحاء العالم بما فيها أوروبا.

## مواقع مقدسة حسب الطوائف

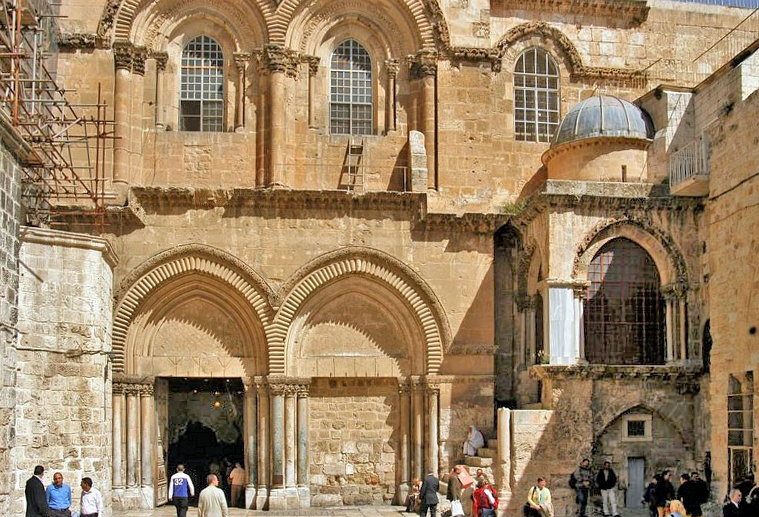
كنيسة القيامة في حارة النصارى بالقدس حيث معقل الديانة المسيحية، والتي تعدّ أقدس كنيسة لدى المسيحيين بجميع طوائفهم.

### الكنيسة الرومانية الكاثوليكية
هناك كنائس لها أهمية لبعض الطوائف ككاتدرائية القديس بطرس في مدينة الفاتيكان، المقدسة للطائفة الكاثوليكية، حيث تُعتبر كنيسة القديس بطرس أكبر كنائس العالم، وتُعتبر مدينة الفاتيكان عاصمة لكاثوليك العالم، وهي تُدار من قِبَل بابا الفاتيكان والذي يُعتبر أيضاً القائد الرُّوحي لما يقارب المليار كاثوليكي في مختلف بقاع الأرض.

### المسيحية الشرقية
كما تُشتهر مدينة أنطاكية وأفسس كمدن مقدسة لدى العالم المسيحي حيث أن لأنطاكية أهمية كبيرة لدى المسيحيين في الشرق، فهي أحد الكراسي الرسولية إضافة إلى روما والقسطنطينية والقدس وبطاركة الطوائف التالية يلقبون ببطريرك أنطاكية: السريان الأرثوذكس، الروم الأرثوذكس، السريان الكاثوليك، الروم الكاثوليك، السريان الموارنة، وفي أنطاكيا أطلق على المسيحيين لقب مسيحيين أول مرة.
أما أفسس فقد كانت مركزًا للمسيحية. وقد استخدمها الرسول بولس كقاعدة له. لقد كان الرسول بولس يٌجادل الحرفيين الذين كانوا في هيكل آرتميس. وهناك توجد كتب الرسول بولس مثل رسالة كورنثوس الأولى من أنطاكية وأفسس. وتشتهر أفسس بوجود منزل القديسة العذراء مريم (بالتركية Meryemana «مريمانة» أي معناه الأم العذراء) فيها، يبعد بيتها 7 كم من مدينة سلكك، الذي يٌعتقد بأنه آخر بيت سكنت فيه مريم العذراء «أم المسيح»، وهو الآن مكان للحج.

#### الأرثوذكسية الشرقية

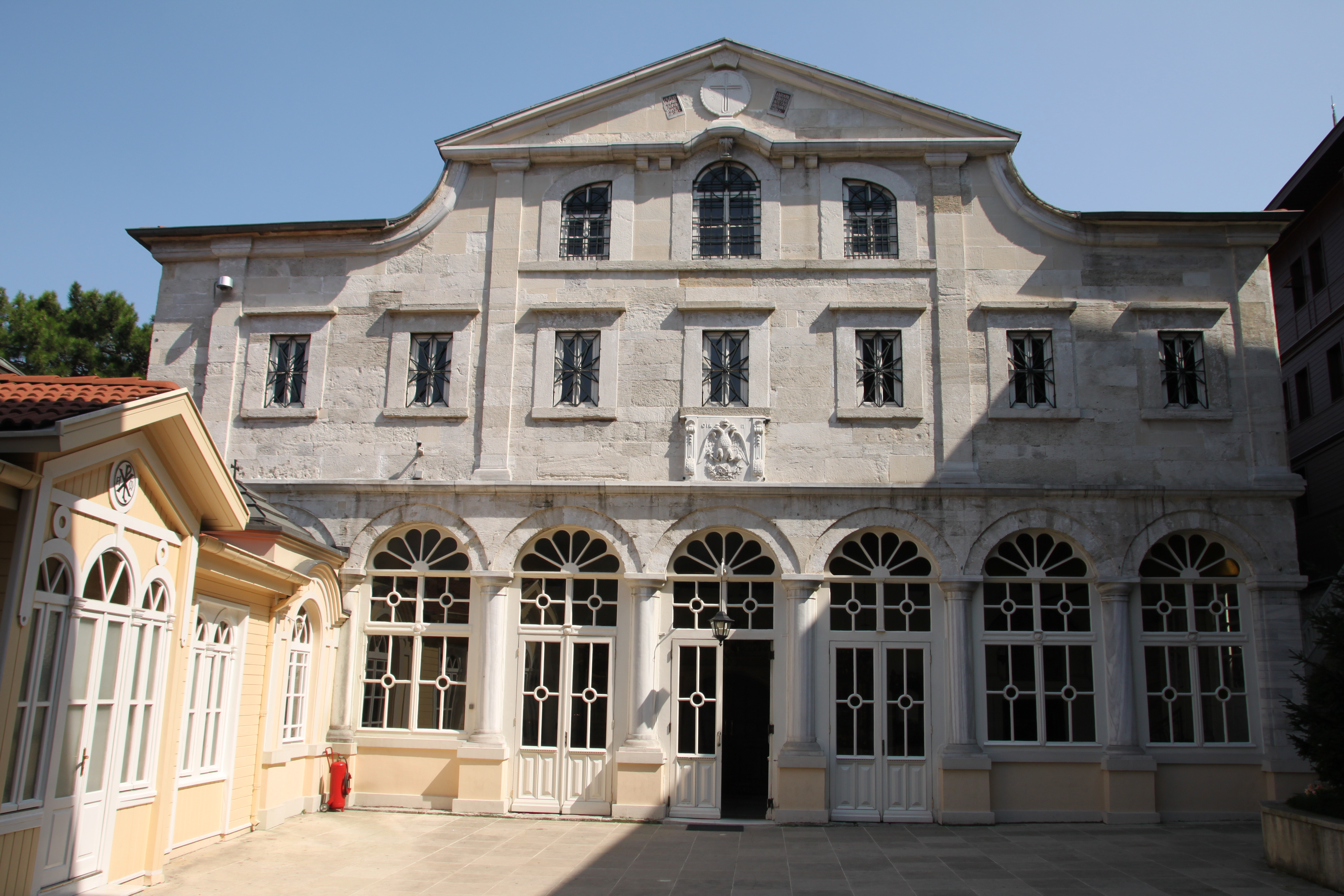
كنيسة القديس جرجس في مدينة إسطنبول التركية حيث معقل المسيحية الأرثوذكسية الشرقية.

هناك كنائس مقدسة للأرثوذكس مثل كنيستي آيا صوفيا والقديس جرجس في إسطنبول بتركيا، كما تعد كنيسة القديس جرجس مركزاً للبطريرك المسكوني، وتُعرف أيضّا أديرة جبل آثوس في اليونان كمنطقة نسكية حيث يسكن فيها رهبان من مختلف الكنائس الأرثوذكسية.

### البروتستانتية
لا توجد لدى الكنائس البروتستانتية أماكن مقدسة يتم الحج إليها كما في الكاثوليكية والأرثوذكسية، إلا بعض الاستثناءات مثل طائفة أو كنيسة الأنجليكان التي يوجد لها بعض الأماكن المقدسة مثل دير وستمنستر وكاتدرائية القديس بولس حيث هناك مركز كبير لأساقفة الكنيسة الأنجليكانية في العالم.

## مواقع مقدسة مرتبطة بالقديسين
مع مرور الزمن كثرت الكنائس والمزارات الشهيرة التي ترتبط بالشهداء، الرسل والقديسين المسيحيين وأصبحت هذه المزارات الشعبية معترف بها كنسيًا وتخص أحيانا طائفة أو كنيسة معينة، ويتم الحج إليها، مثل المزارات الكاثوليكية الكثيرة والتي أشهرها: كنيسة البادري بيو، وفرنسيس الأسيزي في إيطاليا وكنيسة سانتياغو دي كومبوستيلا في إسبانيا وكنيسة القلب الأقدس في فرنسا. وهناك كنائس أرثوذكسية شهيرة لها قيمة دينية وتاريخية فلذلك يتم الحج إليها وأشهر هذه الكنائس: دير السيدة في صيدنايا في سوريا ودير سيناء أو سانتا كاترين في مصر وكنيسة القديس باسيل في روسيا.

## المزارات المريمية
كما تتواجد مزارات عالمية كاثوليكية للعذراء، التي يتشفع لها الكاثوليك ويحج لها ملايين من المؤمنين، وترتبط هذه المزارات أحياناً بظهورات مريم العذراء، مثل: مزار عذراء لورد في فرنسا ومزار العذراء سيدة أفريقيا في الجزائر ومزار عذراء فاطمة في البرتغال ومزار العذراء السوداء في بولندا ومزار عذراء غوادالوبية في المكسيك ووتشتهر بعض التحف الفنية كرمز قوي للمسيحية مثل تمثال المسيح الفادي في البرازيل والذي يعد واحدا من عجائب الدنيا السبع الجديدة.

## صور

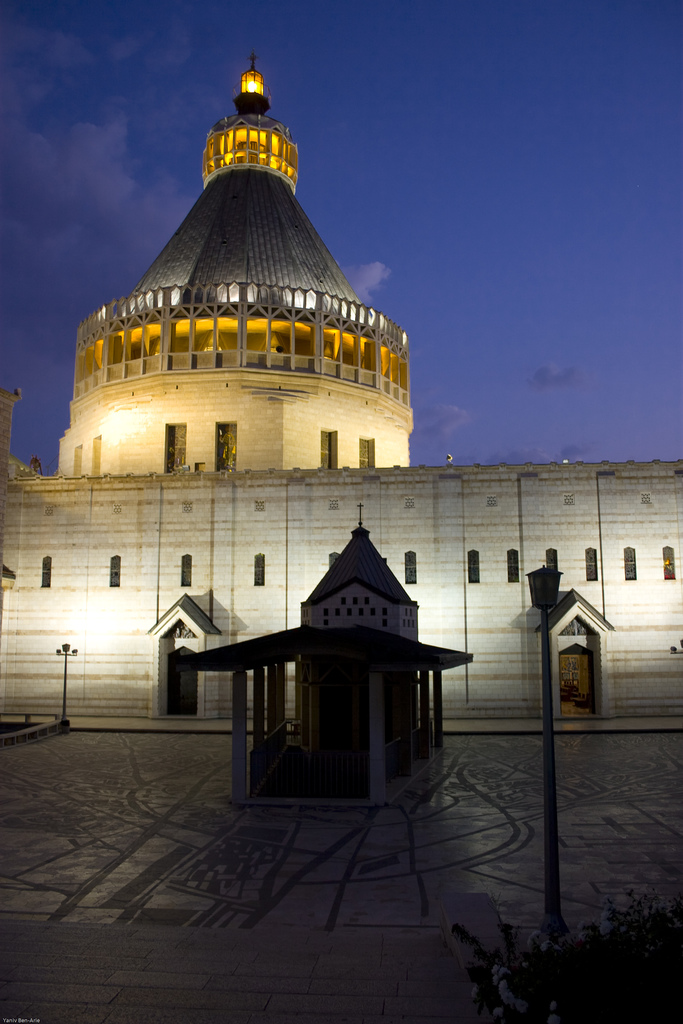
بازيليكا البشارة في مدينة الناصرة،  إسرائيل
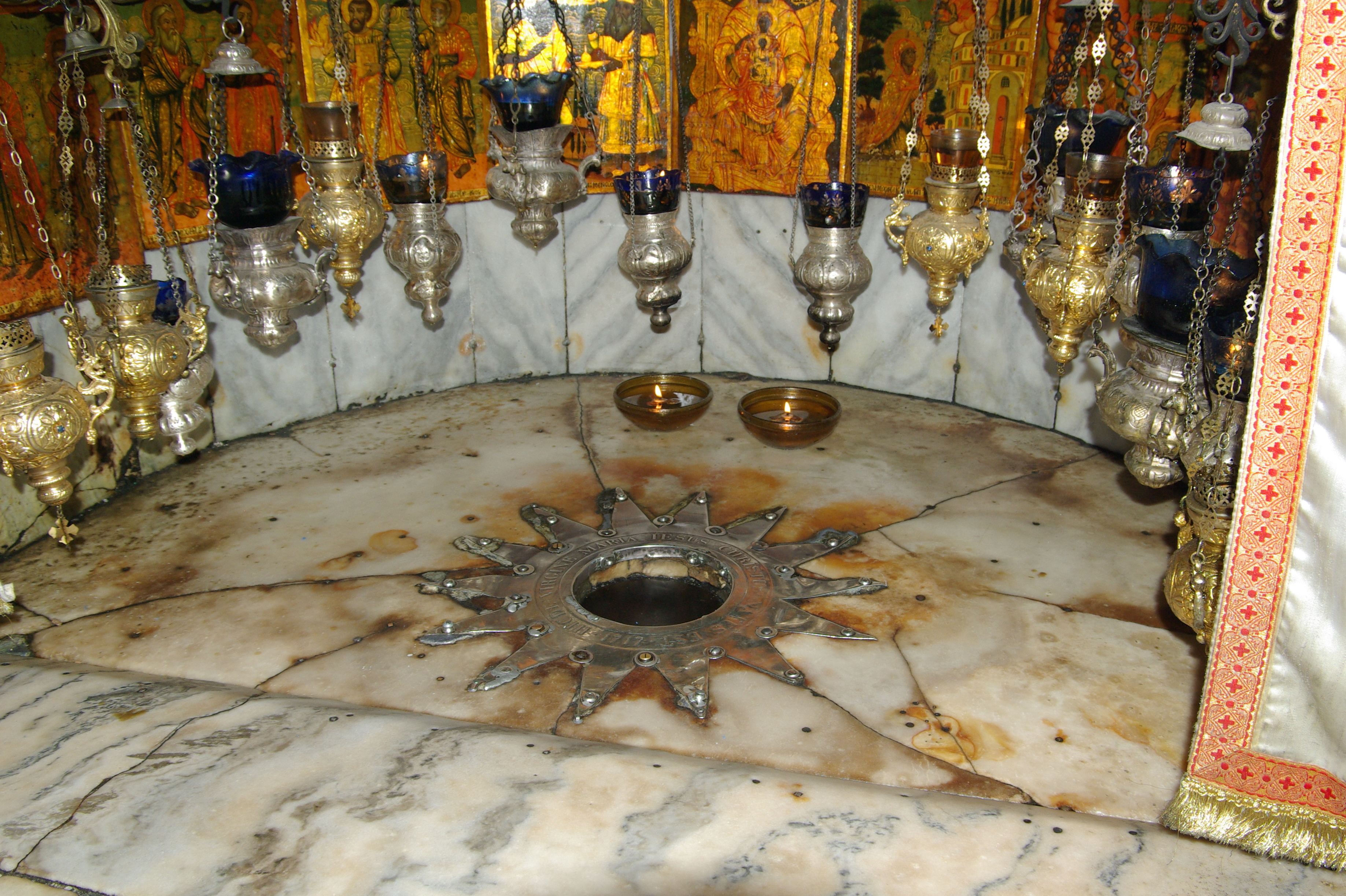
مغارة المهد في مدينة بيت لحم،  فلسطين
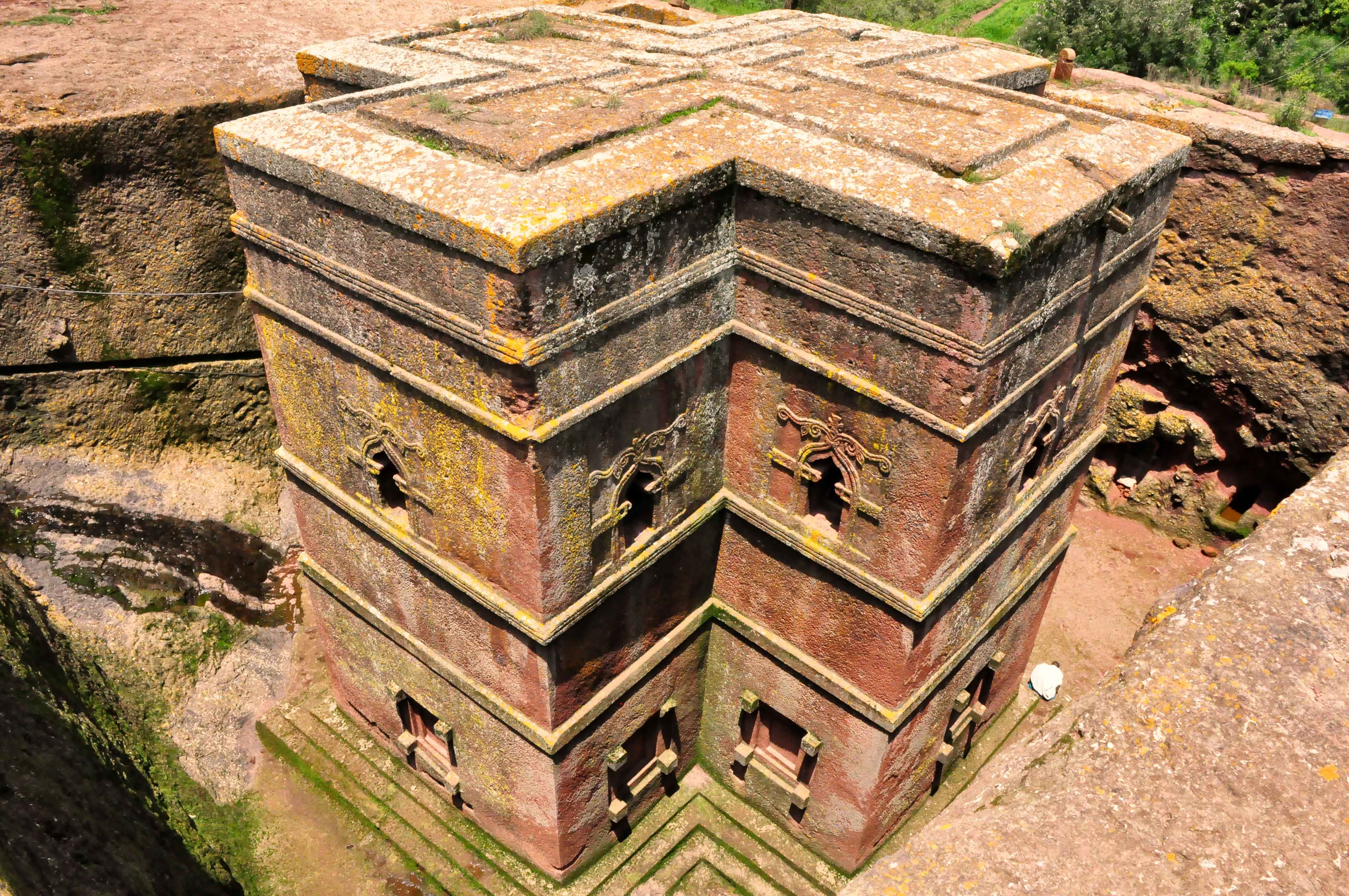
كنيسة بيت جرجس في مدينة لاليبلا،  إثيوبيا
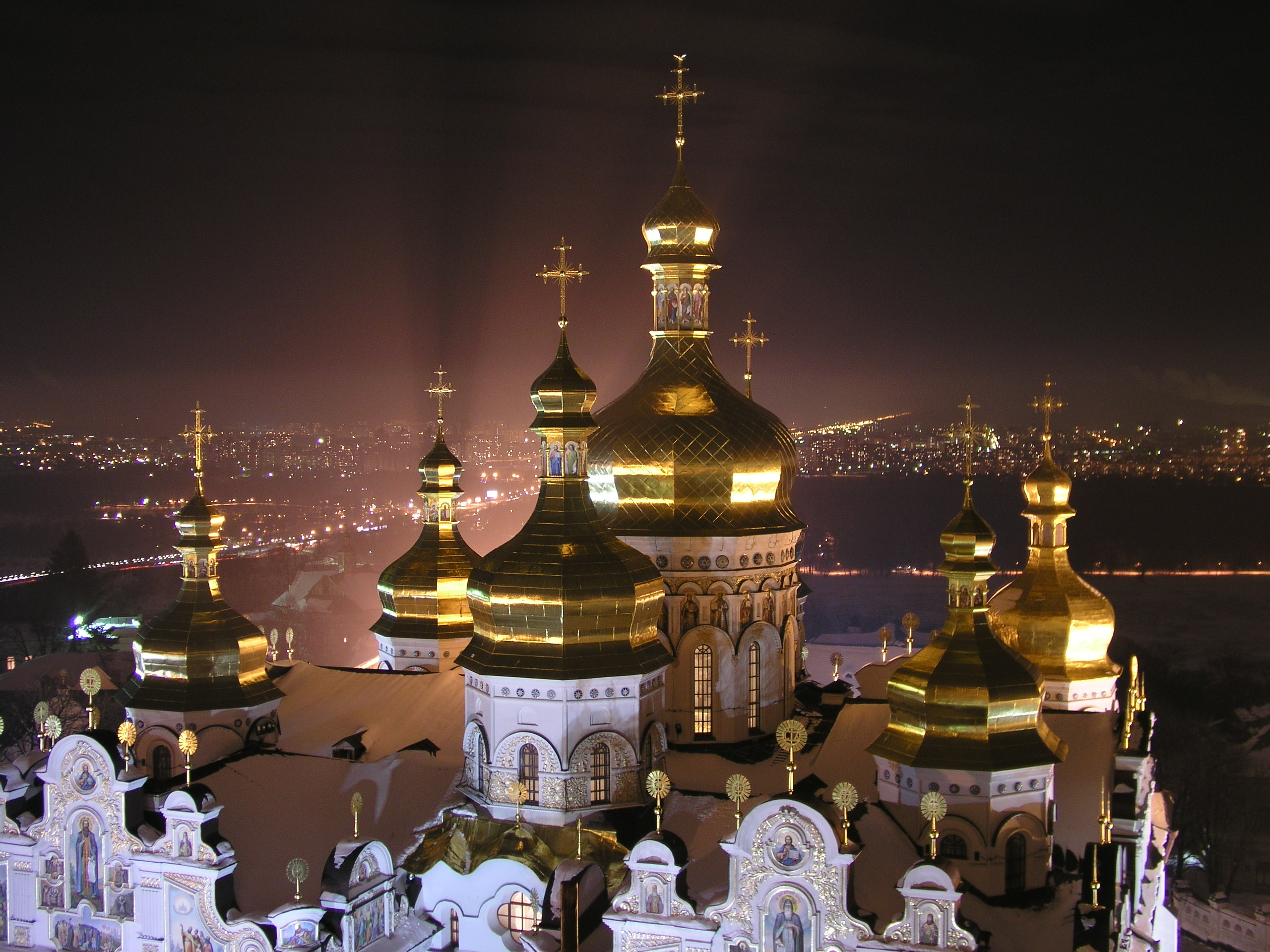
كنيسة الصفوية المقدسة او ضريح القديس عيسى الصفا في قارص،  تركيا
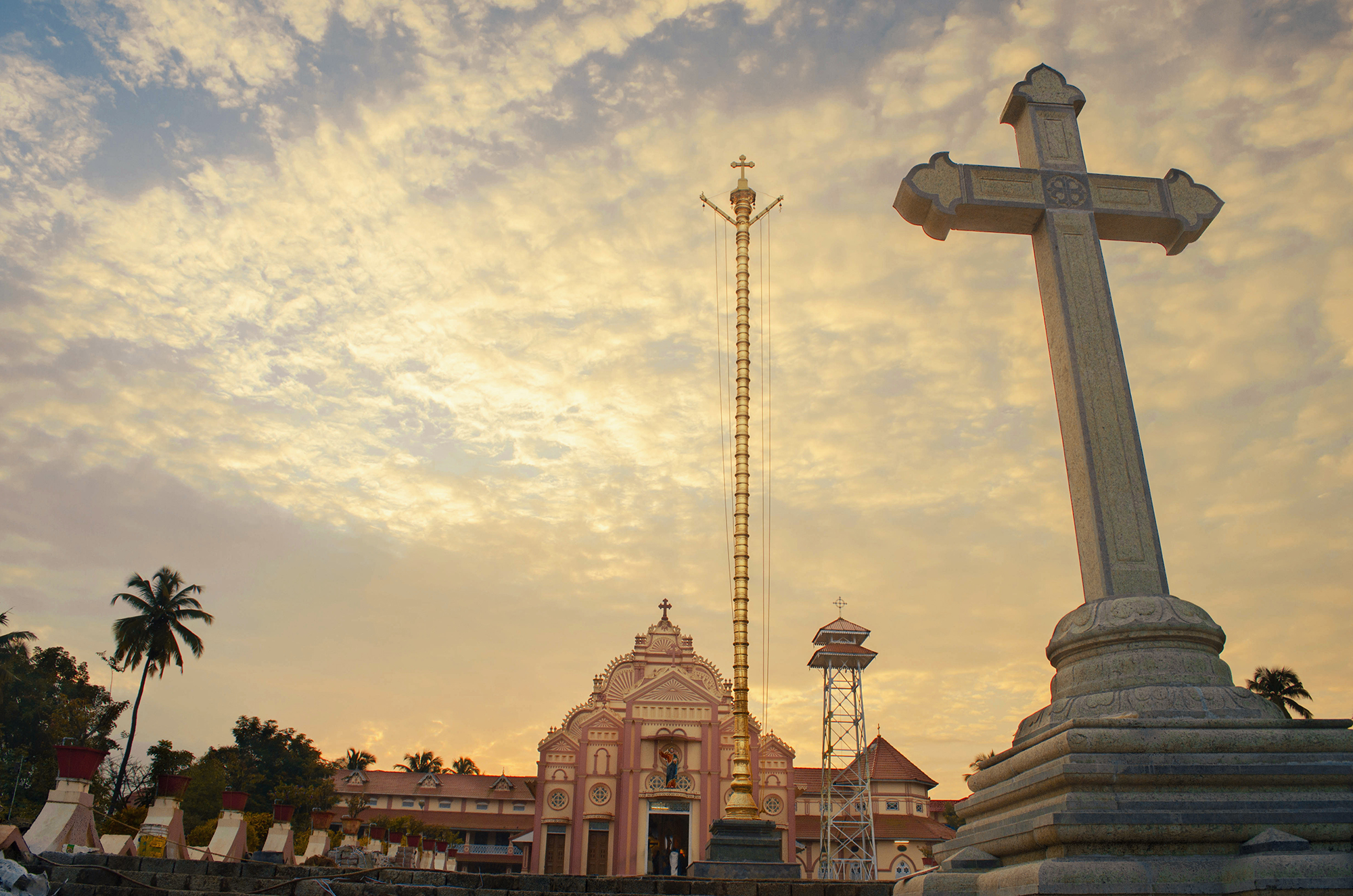
كنيسة مار توما؛ من المواقع الهامة لمسيحيون مار توما،  الهند
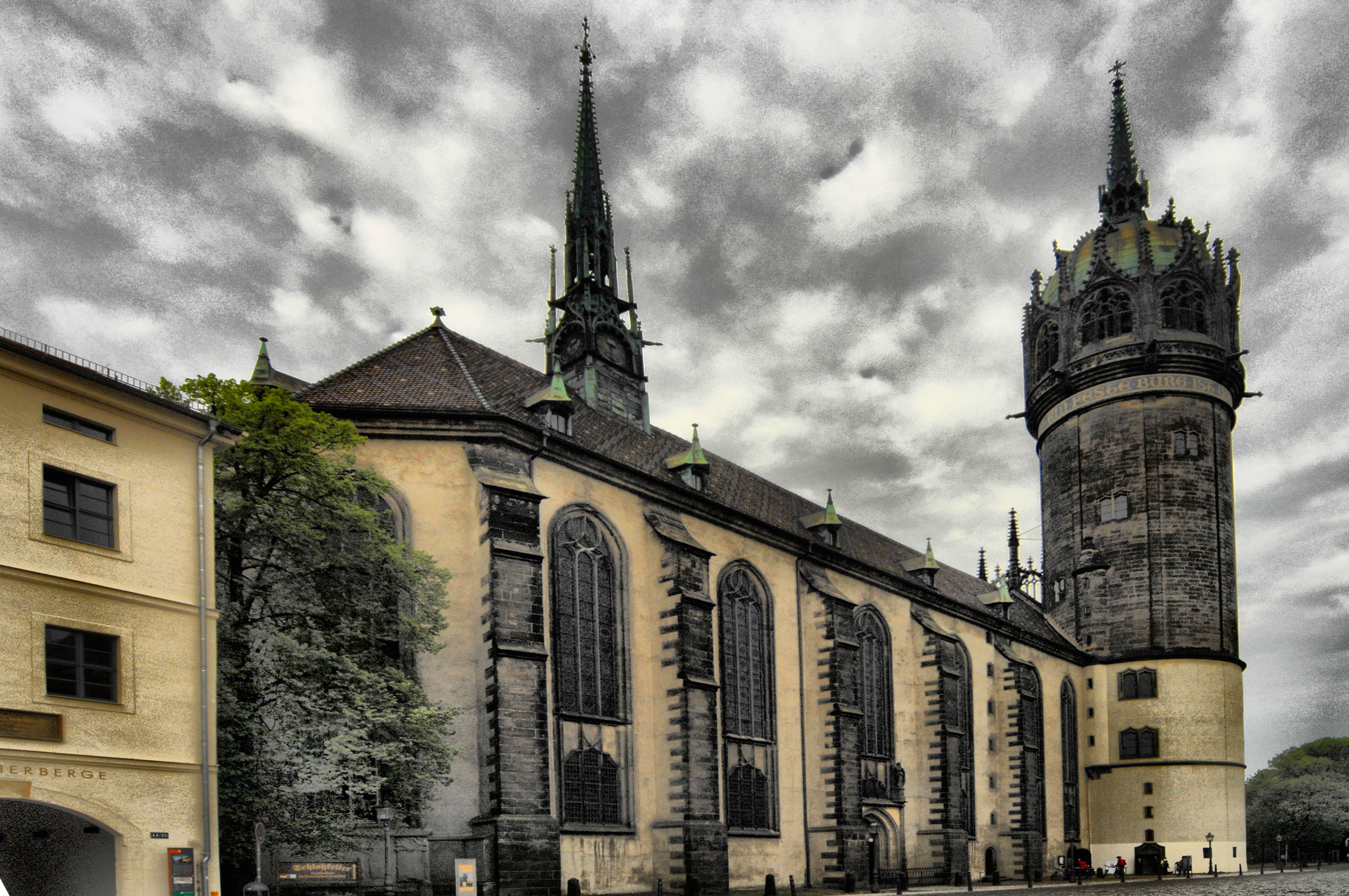
كنيسة جميع القديسين مهد الإصلاح البروتستانتي في فيتنبرغ،  ألمانيا
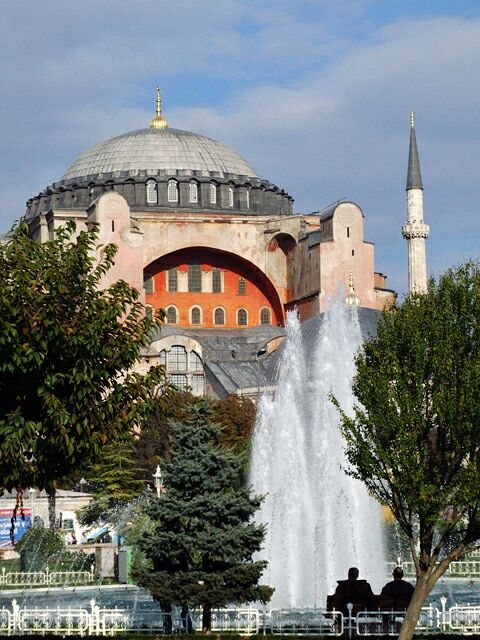
كاتدرائية آيا صوفيا (حالياً مسجد) مركز الأرثوذكسية العالميّة السابق في إسطنبول،  تركيا
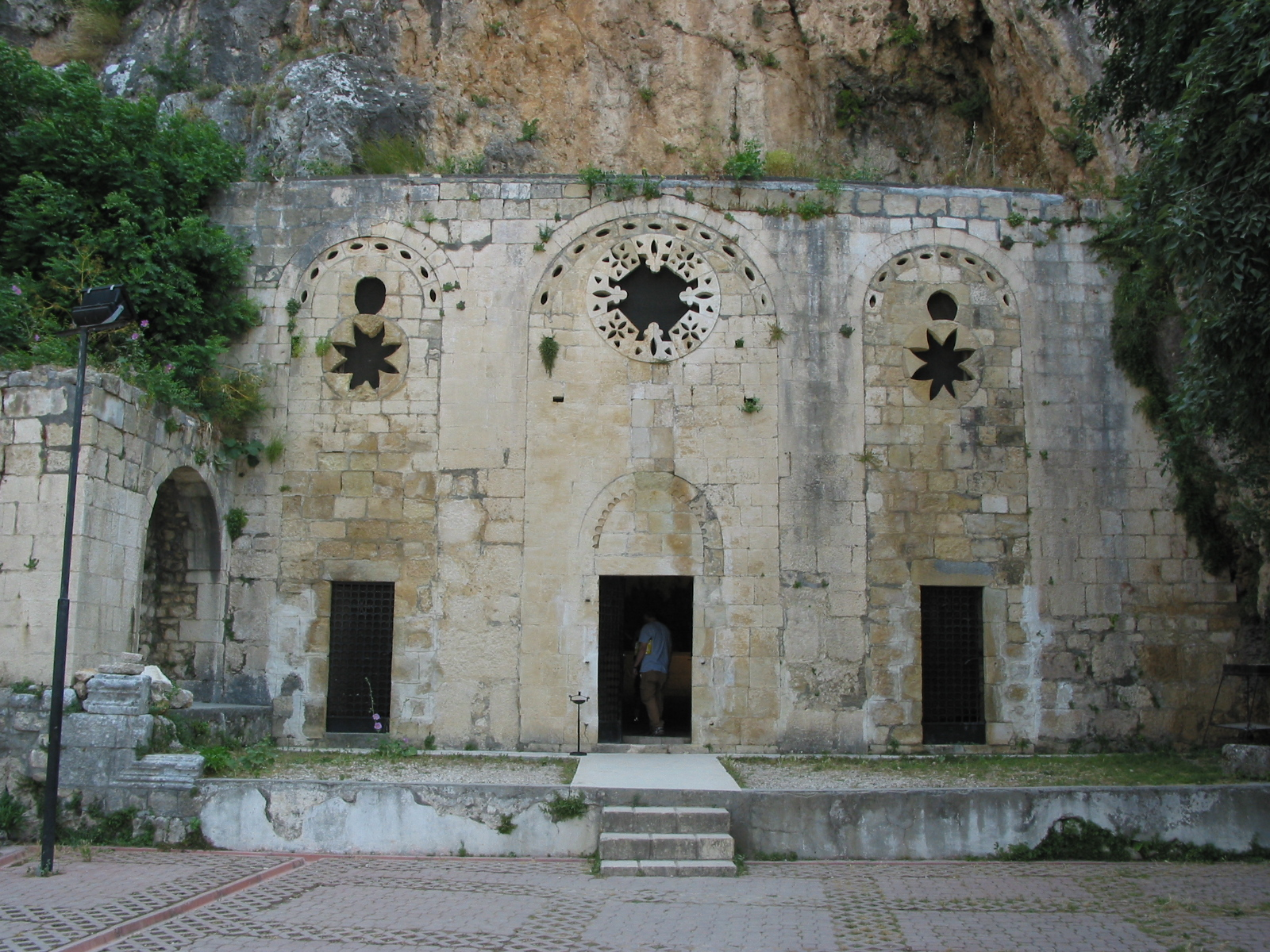
كنيسة القديس بطرس في أنطاكية، وهي إحدى أقدم كنائس العالم المسيحي،  تركيا
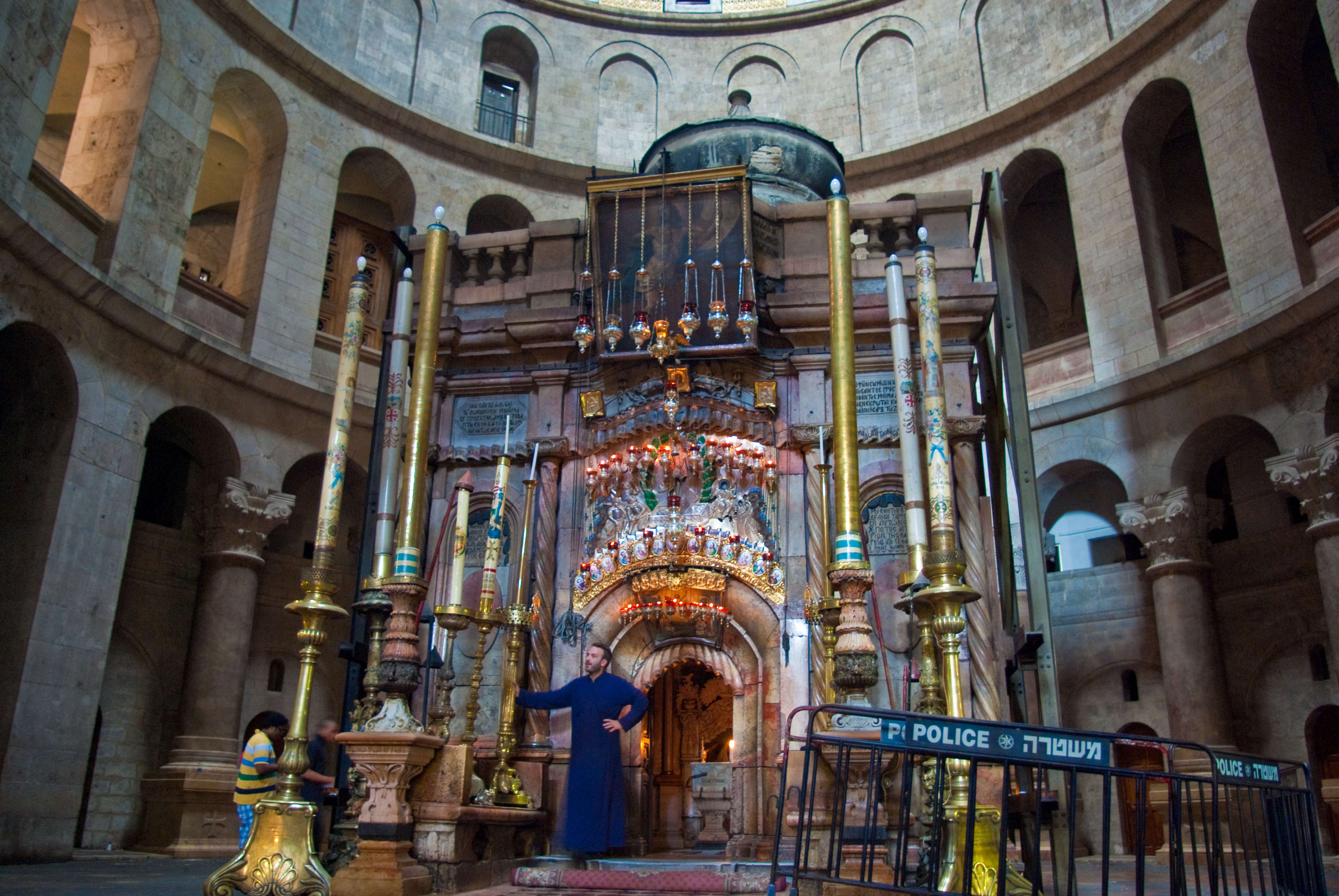
قبر يسوع في كنيسة القيامة، أقدس المواقع المسيحية في القدس في  فلسطين
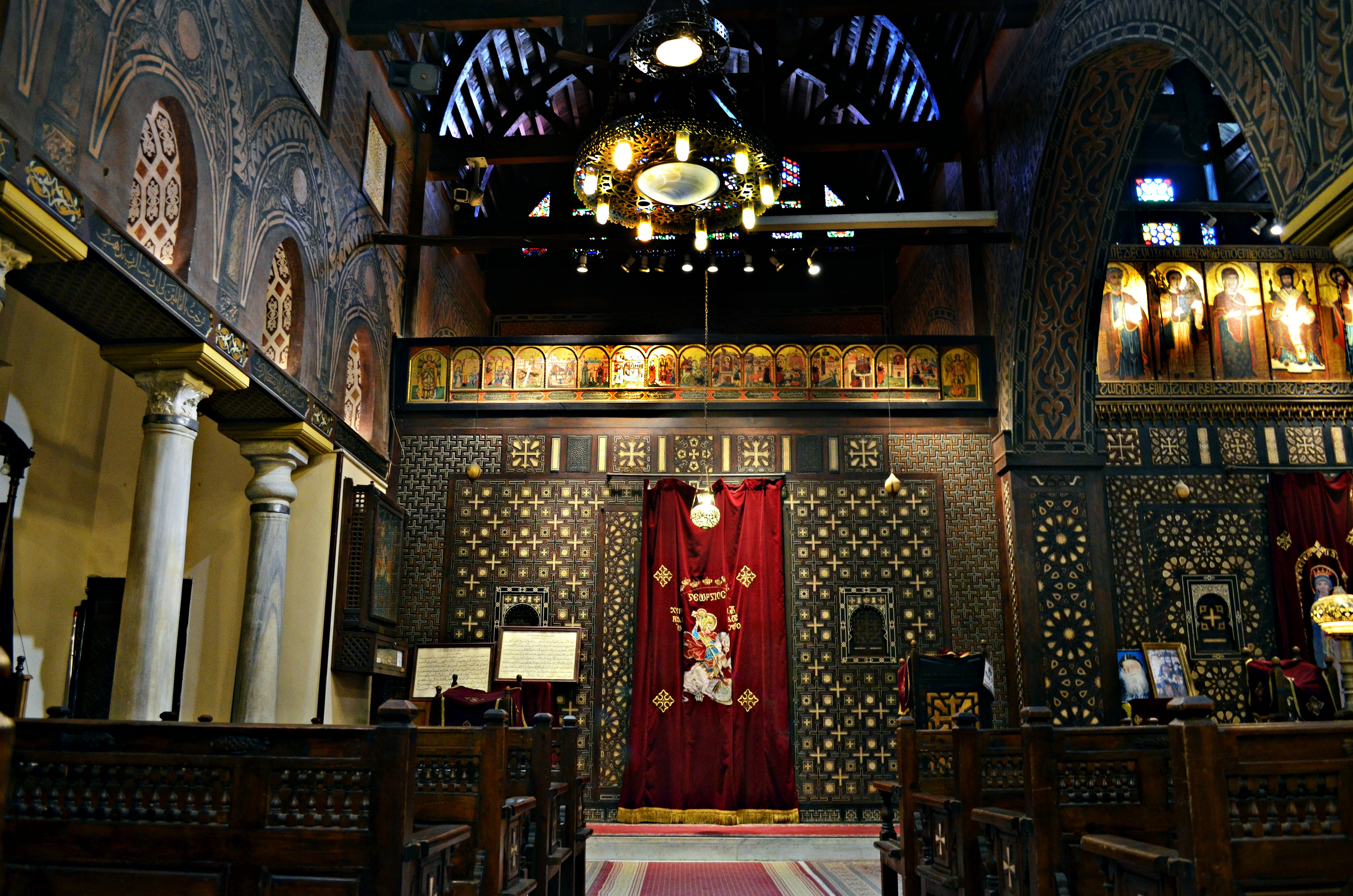
الكنيسة المعلقة التابعة للكنيسة القبطية الأرثوذكسية بالقاهرة في  مصر
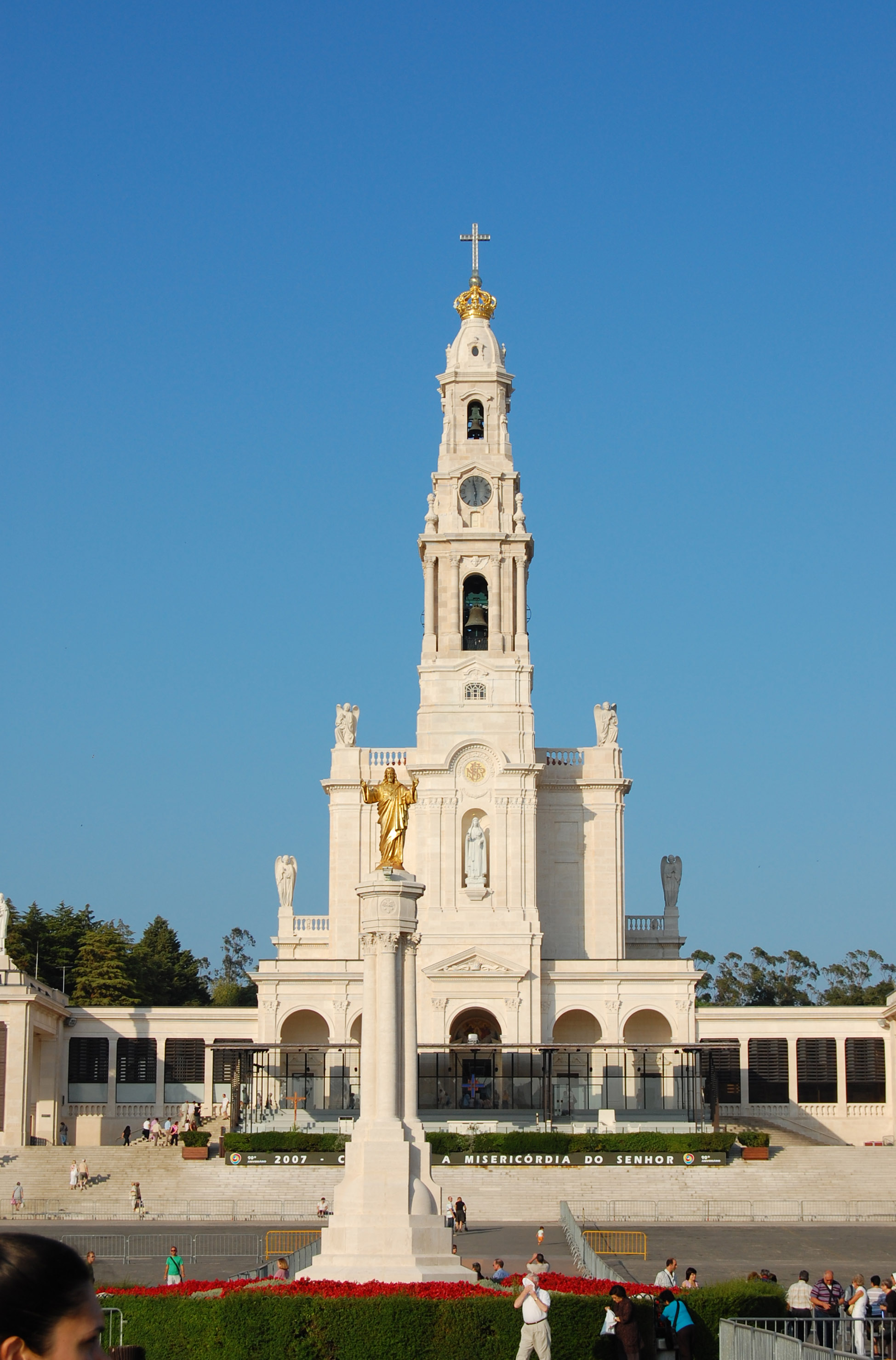
مزار فاتيما من أبرز المواقع المريميًّة في  البرتغال
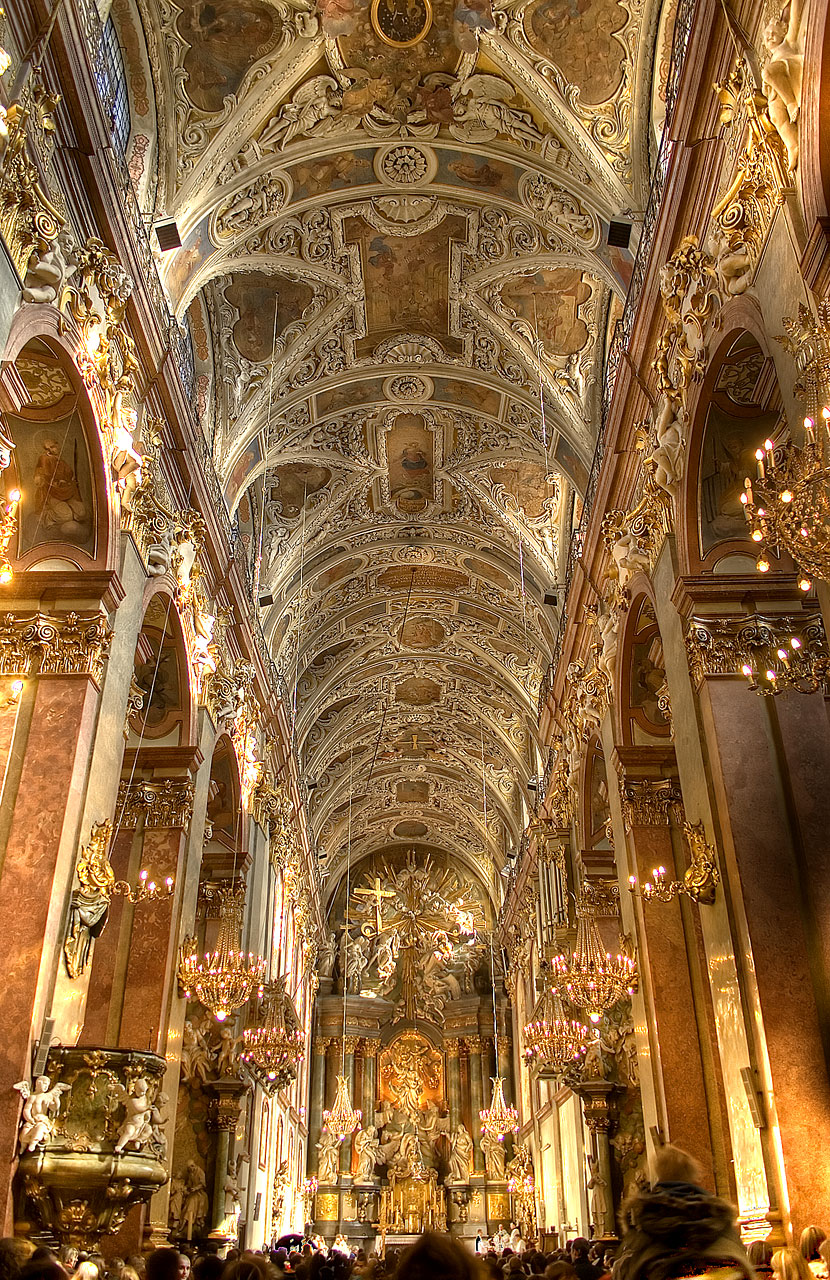
مزار عذراء تشيستوكوفا السوداء في  بولندا